# Tampa Bay Mutiny
Tampa Bay Mutiny war ein Franchise der Profifußball-Liga Major League Soccer (MLS) aus Tampa, Florida. Die Mannschaft spielte zwischen 1996 und 2001 in der Major League Soccer (MLS).

## Geschichte
In der ersten Saison der MLS war die Mutiny die punktbeste Mannschaft, scheiterte allerdings im Halbfinale am späteren Meister D.C. United. 1997, 1999 und 2000 erreichte der Klub ebenfalls die Playoffs, schied aber jeweils bereits im Viertelfinale aus. Die Saison 2001 schloss das Team mit der schlechtesten Saisonbilanz der MLS-Geschichte ab. Aus finanziellen Gründen zog man sich aus der Liga zurück.
Von 1996 bis 1998 spielte man im Houlihan's Stadium, 1999 erfolgte der Wechsel in das Raymond James Stadium.

## Erfolge
- MLS Supporters’ Shield: 1996 (rückwirkend vergeben)

## Spieler
→ siehe Hauptartikel: Liste der Spieler von Tampa Bay Mutiny

## Statistiken

### Saisonbilanz
| Saison | Regular Season     | Playoff            | Zuschauerschnitt Regular Season | Zuschauerschnitt Play-off | US Open Cup          |
| 1996   | 1. Platz (East)    | Halbfinale         | 11.679                          | nicht bekannt             | Viertelfinale        |
| 1997   | 2. Platz (East)    | Viertelfinale      | 11.338                          | nicht bekannt             | Viertelfinale        |
| 1998   | 5. Platz (East)    | nicht qualifiziert | 10.312                          | nicht qualifiziert        | Viertelfinale        |
| 1999   | 3. Platz (East)    | Viertelfinale      | 13.106                          | nicht bekannt             | Viertelfinale        |
| 2000   | 2. Platz (Central) | Viertelfinale      | 9.452                           | nicht bekannt             | Achtelfinale         |
| 2001   | 4. Platz (Central) | nicht qualifiziert | 14.479                          | nicht qualifiziert        | Runde der letzten 32 |
| ------ | ------------------ | ------------------ | ------------------------------- | ------------------------- | -------------------- |

### Vereinsrekorde
- Meiste Spiele:  Steve Ralston, 177
- Meiste Tore:  Roy Lassiter, 37
- Meiste Vorlagen:  Carlos Valderrama, 81
- Meiste Shutouts:  Scott Garlick, 11

## Trainer
- Thomas Rongen (1996)
- John Kowalski (1997–1998)
- Tim Hankinson (1998–2000)
- Alfonso Mondelo (2001)
- Perry Van der Beck (2001)

## Stadien
- Houlihan's Stadium (1996–1998)
- Raymond James Stadium (1999–2001)